# Episodi di Bones (nona stagione)
La nona stagione della serie televisiva Bones è stata trasmessa in prima visione assoluta negli Stati Uniti d'America da Fox dal 16 settembre 2013 al 19 maggio 2014.
In Italia la stagione è andata in onda in prima visione satellitare su Fox, canale a pagamento della piattaforma Sky, dal 15 aprile al 29 luglio 2015.
| nº | Titolo originale                | Titolo italiano             | Prima TV USA      | Prima TV Italia |
| -- | ------------------------------- | --------------------------- | ----------------- | --------------- |
| 1  | The Secrets in the Proposal     | Il corpo nel condizionatore | 16 settembre 2013 | 15 aprile 2015  |
| 2  | The Cheat in the Retreat        | Terapia di coppia           | 23 settembre 2013 | 15 aprile 2015  |
| 3  | El Carnicero en el Coche        | Il macellaio carbonizzato   | 30 settembre 2013 | 22 aprile 2015  |
| 4  | The Sense in the Sacrifice      | L'ultima sfida              | 7 ottobre 2013    | 22 aprile 2015  |
| 5  | The Lady on the List            | La lista dei desideri       | 14 ottobre 2013   | 29 aprile 2015  |
| 6  | The Woman in White              | Forse oggi sposi            | 21 ottobre 2013   | 29 aprile 2015  |
| 7  | The Nazi On The Honeymoon       | Il cadavere di Buenos Aires | 4 novembre 2013   | 6 maggio 2015   |
| 8  | The Dude in the Dam             | Il corpo nella diga         | 11 novembre 2013  | 6 maggio 2015   |
| 9  | The Fury in the Jury            | L'ostacolo in giuria        | 15 novembre 2013  | 13 maggio 2015  |
| 10 | The Mystery in the Meat         | Il sapore della morte       | 22 novembre 2013  | 13 maggio 2015  |
| 11 | The Spark In The Park           | Il fulmine nel parco        | 6 dicembre 2013   | 20 maggio 2015  |
| 12 | The Ghost in the Killer         | Il fantasma di un'assassina | 10 gennaio 2014   | 20 maggio 2015  |
| 13 | Big in the Philippines          | La tomba nell'aiuola        | 17 gennaio 2014   | 27 maggio 2015  |
| 14 | The Master in the Slop          | Il maestro di scacchi       | 24 gennaio 2014   | 27 maggio 2015  |
| 15 | The Heiress in the Hill         | La ragazza nella terra      | 31 gennaio 2014   | 3 giugno 2015   |
| 16 | The Source in the Sludge        | Il cadavere in riva al lago | 10 marzo 2014     | 3 giugno 2015   |
| 17 | The Repo Man in the Septic Tank | Il corpo nella cisterna     | 17 marzo 2014     | 10 giugno 2015  |
| 18 | The Carrot in the Kudzu         | Il cuore della carota       | 24 marzo 2014     | 17 giugno 2015  |
| 19 | The Turn in the Urn             | Chi c'è nell'urna?          | 31 marzo 2014     | 24 giugno 2015  |
| 20 | The High in the Low             | La ragazza nel bosco        | 7 aprile 2014     | 1º luglio 2015  |
| 21 | The Cold in the Case            | Un caso ghiacciato          | 14 aprile 2014    | 8 luglio 2015   |
| 22 | The Nail in the Coffin          | L'unghia nella bara         | 21 aprile 2014    | 15 luglio 2015  |
| 23 | The Drama in the Queen          | Il segreto dell'atleta      | 12 maggio 2014    | 22 luglio 2015  |
| 24 | The Recluse in the Recliner     | Il cadavere in poltrona     | 19 maggio 2014    | 29 luglio 2015  |

## Il corpo nel condizionatore
- Titolo originale: The Secrets in the Proposal
- Diretto da: Ian Toynton
- Scritto da: Hart Hanson e Stephen Nathan

### Trama
Sono passati tre mesi da quando Bones ha chiesto a Booth di sposarla e lui dopo aver accettato è stato costretto ad annullare tutto, e i problemi tra i due cominciano a diventare ingombranti. Booth è disperato, ma non può dire a nessuno i suoi motivi né cosa lo angoscia, l'unico con cui può parlare è un vecchio compagno dell'esercito che fa il barista e che una volta era un prete. Bones non capisce cosa sia successo e ne soffre a sua volta, ma capisce che l'uomo le nasconde qualcosa quindi si rifiuta di lasciarlo. Angela invece, nonostante il parere contrario di tutti gli altri colleghi del Jeffersonian che hanno deciso di fidarsi anche loro di Booth, preoccupata per l'amica, si rifiuta di giustificare l'uomo e continua a consigliare a Bones di lasciarlo. 
- Ascolti USA: 7 760 000 spettatori[3]

## Terapia di coppia
- Titolo originale: The Cheat in the Retread
- Diretto da: Alex Chapple
- Scritto da: Nkechi Okoro Carroll

### Trama
Ci sono ancora problemi tra Booth e Bones, ma lei ha deciso di fidarsi e vedere come vanno le cose; nel frattempo vanno entrambi sotto copertura in un raduno di coppiette in cui si trovava, con la sua amante, la vittima del loro caso.
- Ascolti USA: 6 740 000 spettatori[4]

## Il macellaio carbonizzato
- Titolo originale: El Carnicero en el Coche
- Diretto da: Ian Toynton
- Scritto da: Jonathan Collier e Dean Lopata

### Trama
In un quartiere malfamato, conteso tra le bande, tra droghe e sparatorie, Sweets fa il volontario al centro per i ragazzi e spera di poter fare la differenza. Proprio in quel quartiere viene ritrovato il cadavere carbonizzato in una macchina di uno spietato componente di una banda; così Booth coglie l'occasione per cercare di riportare Sweets all'FBI, dato che, anche se non vuole ammetterlo, gli manca, e cominciano ad indagare sulla moglie e il figlio ma soprattutto sulle bande rivali. Il figlio dell'uomo tra l'altro è un bambino sveglio che frequenta il centro e che stabilisce un buon legame con Sweets, ma l'indagine prende una piega imprevista, infatti è stato proprio il bambino ad uccidere l'uomo per difesa e per proteggere sua madre, che però lo ripudia per ciò che ha fatto. Il bambino viene quindi affidato ad una famiglia di cui si occupa Sweets in prima persona.
- Ascolti USA: 7 260 000 spettatori[5]

## L'ultima sfida
- Titolo originale: The Sense in the Sacrifice
- Diretto da: Kate Woods
- Scritto da: Jonathan Collier

### Trama
Sweets pensa ad un piano per poter finalmente prendere Pelant e tutta la squadra collabora; così utilizzano il corpo di un uomo che lo ha donato per la ricerca e inscenano l'omicidio di un killer esaltato che dovrebbe far sentire in ombra Pelant. La disposizione del corpo deve richiamare la condanna di Prometeo, il Titano buono che, nella mitologia greca, era stato punito da Zeus per aver rubato il fuoco degli Dei per donarlo all'umanità. L'incarico di predisporre la messinscena viene affidato a Flinn, l'agente dell'FBI ferito gravemente da Pelant nell'inseguimento in cui Booth era riuscito a colpirlo al volto. Quando la squadra viene chiamata per analizzare il corpo, Bones si rende subito conto che non si tratta di quello preparato dalla squadra del Jeffersonian e che quindi si tratta di un'altra vittima di Pelant che, in qualche modo, è riuscito a scoprire il loro piano. Purtroppo la vittima è proprio l'agente che doveva sistemare il corpo. Alla fine, però, Pelant lascia che la propria pazzia lo spinga a voler prendere il posto di Booth nel cuore della Brennan e quindi si lascia trovare dando a Booth l'opportunità di ucciderlo. Morto Pelant, Booth finalmente può dire a Bones il motivo per cui aveva rifiutato di sposarla dopo aver accettato, e cioè che Pelant avrebbe ucciso degli innocenti se la avesse sposata e anche se avesse solo provato a spiegarle il perché.
- Ascolti USA: 7 300 000 spettatori[6]

## La lista dei desideri
- Titolo originale: The Lady on the List
- Diretto da: Chad Lowe
- Scritto da: Pat Charles

### Trama
Bones e Booth pensano al matrimonio e decidono di non ascoltare i consigli che possono venire dai loro amici e di organizzare tutto loro; nel frattempo indagano sulla morte di un uomo con un tumore allo stadio terminale che prima di essere ucciso stava lavorando alla sua lista degli ultimi desideri e vendendo dei video su internet in cui parlava di ciò che la morte imminente gli aveva insegnato.
- Ascolti USA: 7 300 000 spettatori[7]

## Forse oggi sposi
- Titolo originale: The Woman in White
- Diretto da: Kevin Hooks
- Scritto da: Karine Rosenthal

### Trama
Il giorno prima del matrimonio di Temperance e Seeley, viene ritrovato un cadavere del 1979 appartenente ad una bibliotecaria del congresso; che aveva trovato una lettera di Emily Dickinson, molto passionale, che avrebbe rovinato il lavoro di una vita di una sua grande studiosa che però è ormai vecchia e malata ed il processo non si terrà. Le indagini rischiano di far saltare il grande giorno ma fortunatamente c'è Angela a sistemare le cose.
- Ascolti USA: 7 600 000 spettatori[8]

## Il cadavere di Buenos Aires
- Titolo originale: The Nazi on the Honeymoon
- Diretto da: Jeannot Szwarc
- Scritto da: Dave Thomas

### Trama
Durante la luna di miele a Buenos Aires, Bones e Booth si imbattono in un omicidio, la cui vittima si rivela essere un ex-membro delle SS e l'omicida si rivela essere la dottoressa che assiste Brennan oltre che la nipote della vittima. 
Christine è intanto affidata a Angela e Hodgins che si sono trasferiti insieme al figlioletto a casa di Booth e Brennan. Vedendo giocare suo figlio insieme a Christine Angela e Hodgins decidono che vogliono avere un altro bambino.
- Ascolti USA: 6 970 000 spettatori[9]

## Il corpo nella diga
- Titolo originale: The Dude in the Dam
- Diretto da: Kevin Hooks
- Scritto da: Kathy Reichs e Kerry Reichs

### Trama
Un cadavere viene ritrovato nella diga di un castoro, mentre Hodgins fa da "incubatrice" per un insetto parassita dell'uomo e la dottoressa Brennan si ritrova in una discussione con un'altra scrittrice di gialli meno dotata di lei.
- Ascolti USA: 7.350.000 spettatori[10]

## L'ostacolo in giuria
- Titolo originale: The Fury in the Jury
- Diretto da: Dwight Little
- Scritto da: Sanford Golden e Karen Wyscarver

### Trama
Bones fa parte della giuria in un caso di omicidio il cui imputato è un calciatore famoso; mentre finalmente Cam, grazie all'aiuto di Angela trova la donna che le ha rubato l'identità.
- Ascolti USA: 5 180 000 spettatori[11]

## Il sapore della morte
- Titolo originale: The Mystery in the Meat
- Diretto da: Tim Southam
- Scritto da: Michael Peterson

### Trama
Nella carne della mensa di una scuola pubblica vengono trovati i resti di un uomo. Durante le indagini Angela organizza un addio al nubilato per Bones anche se già sposata; si ritrovano così, tutte le donne, ad andare in un locale per ubriacarsi e finire in una rissa.
- Ascolti USA: 5 780 000 spettatori[12]

## Il fulmine nel parco
- Titolo originale: The Spark in the Park
- Diretto da: Chad Lowe
- Scritto da: Emily Silver

### Trama
Viene ritrovato il corpo di un'adolescente, una promessa della ginnastica artistica; una ragazza con troppe pressioni e un padre distratto, grande fisico teorico, con cui per una volta è la Brennan ad essere in grado di parlare, poiché entrambi grandi scienziati.
- Ascolti USA: 6 910 000 spettatori[13]

## Il fantasma di un'assassina
- Titolo originale: The Ghost in the Killer
- Diretto da: Allison Liddi-Brown
- Scritto da: Nkechi Okoro Carroll

### Trama
Il fantasma di Pelant è ancora una presenza nella vita del gruppo, e Bones è ancora ossessionata dal trovare l'assassino di alcuni dei resti nel magazzino del Jeffersonian. Le vittime di questi omicidi non sembrano avere niente in comune, eppure, Pelant aveva sfidato la dottoressa dicendole che senza di lui non avrebbe mai trovato l'assassino che quindi avrebbe continuato a uccidere.
- Ascolti USA: 6 880 000 spettatori[14]

## La tomba nell'aiuola
- Titolo originale: Big in the Philippines
- Diretto da: David Boreanaz
- Scritto da: Keith Foglesong

### Trama
Brutte notizie per Wendell. Una puntata su quanto sia importante essere ricordati dalle persone che ci amano, e lasciare il nostro segno su questa terra.
- Ascolti USA: 6 780 000 spettatori[15]

## Il maestro di scacchi
- Titolo originale: The Master in the Slop
- Diretto da: Dwight Little
- Scritto da: Dave Thomas

### Trama
Un giocatore di scacchi appartenente ad un gruppo di cui 10 anni fa faceva parte Sweets, viene ritrovato in una fattoria, nel recinto dei maiali e da loro mangiato. L'assassino verrà incastrato proprio da Sweets.
- Ascolti USA: 7 490 000 spettatori[16]

## La ragazza nella terra
- Titolo originale: The Heiress in the Hill
- Diretto da: Milan Cheylov
- Scritto da: Dean Lopata

### Trama
Mentre la squadra si occupa dell'omicidio di una ragazza ritrovata sotterrata e ricoperta di soda caustica, come negli omicidi di mafia, Hodgins scopre di avere un fratello, di cui non ha mai saputo niente, in un istituto di salute mentale.
- Ascolti USA: 6 780 000 spettatori[17]

## Il cadavere in riva al lago
- Titolo originale: The Source in the Sludge
- Diretto da: Ian Toynton
- Scritto da: Jonathan Collier

### Trama
Il cadavere di una donna viene ritrovato sulla riva di un lago. Il caso coinvolgerà anche la CIA e un vecchio amico di Booth.
- Ascolti USA: 6 550 000 spettatori[18]

## Il corpo nella cisterna
- Titolo originale: The Repo Man in the Septic Tank
- Diretto da: Jeffrey Walker
- Scritto da: Michael Peterson

### Trama
Viene ritrovato il corpo di un pignoratore in una cisterna biologica. Intanto in laboratorio arriva un nuovo aspirante tirocinante, un antropologo forense cubano un po' troppo sicuro di se stesso e delle sue capacità (è un tirocinante perché il suo titolo non è valido negli Stati Uniti), con cui Hodgins farà comunque amicizia.
- Ascolti USA: 5 630 000 spettatori[19]

## Il cuore della carota
- Titolo originale: The Carrot in the Kudzu
- Diretto da: Rob Hardy
- Scritto da: Sanford Golden e Karen Wyscarver

### Trama
Viene ritrovato un cadavere avvolto in un cespuglio; la vittima faceva parte di uno show per bambini. Intanto Edison ha scritto un libro giallo, mentre Booth vuole organizzare una festa per il compleanno di Christine.
- Ascolti USA: 5 820 000 spettatori[20]

## Chi c'è nell'urna?
- Titolo originale: The Turn in the Urn
- Diretto da: Tim Southam
- Scritto da: Pat Charles

### Trama
La squadra indaga su un cadavere attribuito ad un uomo che invece si presenta al suo funerale.
- Ascolti USA: 5.720.000 spettatori[21]

## La ragazza nel bosco
- Titolo originale: The High in the Low
- Diretto da: Anne Renton
- Scritto da: Keith Fogelsong

### Trama
Al laboratorio torna Wendell dopo qualche tempo di chemio; e si indaga sulla morte di una donna malata di lupus e dipendente in un negozio che vende erba per uso medicinale. Poiché il Jeffersonian è territorio federale, Cam è costretta a proibire a Wendell di lavorare, poiché fa uso di sostanze stupefacenti per gli effetti della chemioterapia, ma, grazie all'aiuto di Bones, potrà riassumerlo come consulente.
- Ascolti USA: 6 580 000 spettatori[22]

## Un caso ghiacciato
- Titolo originale: The Cold in the Case
- Diretto da: Milan Cheylov
- Scritto da: Emily Silver

### Trama
Si indaga su dei resti molto strani, di cui non si capisce neanche l'ora del decesso; si scoprirà poi che la causa è un congelamento del corpo molto particolare. Nel frattempo Cam fa la conoscenza dei genitori di Arastoo.
- Ascolti USA: 5 790 000 spettatori[23]

## L'unghia nella bara
- Titolo originale: The Nail in the Coffin
- Diretto da: Ian Toynton
- Scritto da: Dean Lopata

### Trama
Di nuovo, al Jeffersonian, hanno a che fare con il killer fantasma; questa volta però le prove sono definitive.
- Ascolti USA: 5 970 000 spettatori[24]

## Il segreto dell'atleta
- Titolo originale: The Drama in the Queen
- Diretto da: Jeannot Szwarc
- Scritto da: Megan McNamara

### Trama
La vittima sembra essere una drag queen, mentre la nuova tirocinante conquista tutti, specialmente Sweets.
- Ascolti USA: 6 380 000 spettatori[25]

## Il cadavere in poltrona
- Titolo originale: The Recluse in the Recliner
- Diretto da: David Boreanaz
- Scritto da: Stephen Nathan e Jonathan Collier

### Trama
Finale di stagione emozionante che apre le porte su complotti e ricatti interni all'FBI, e che non risparmia senatori e persone potenti; Booth rischierà molto.
- Ascolti USA: 6 040 000[26]